# Rime e ritmi
Rime e ritmi è una delle ultime raccolte poetiche (1889-1898) di Giosuè Carducci.
È un componimento storico e celebrativo, con una figura di Carducci intimo e sensibile. Usa la lingua classica, con delle strofe riproducenti un ritmo greco e latino.